# Orchestre (théâtre)

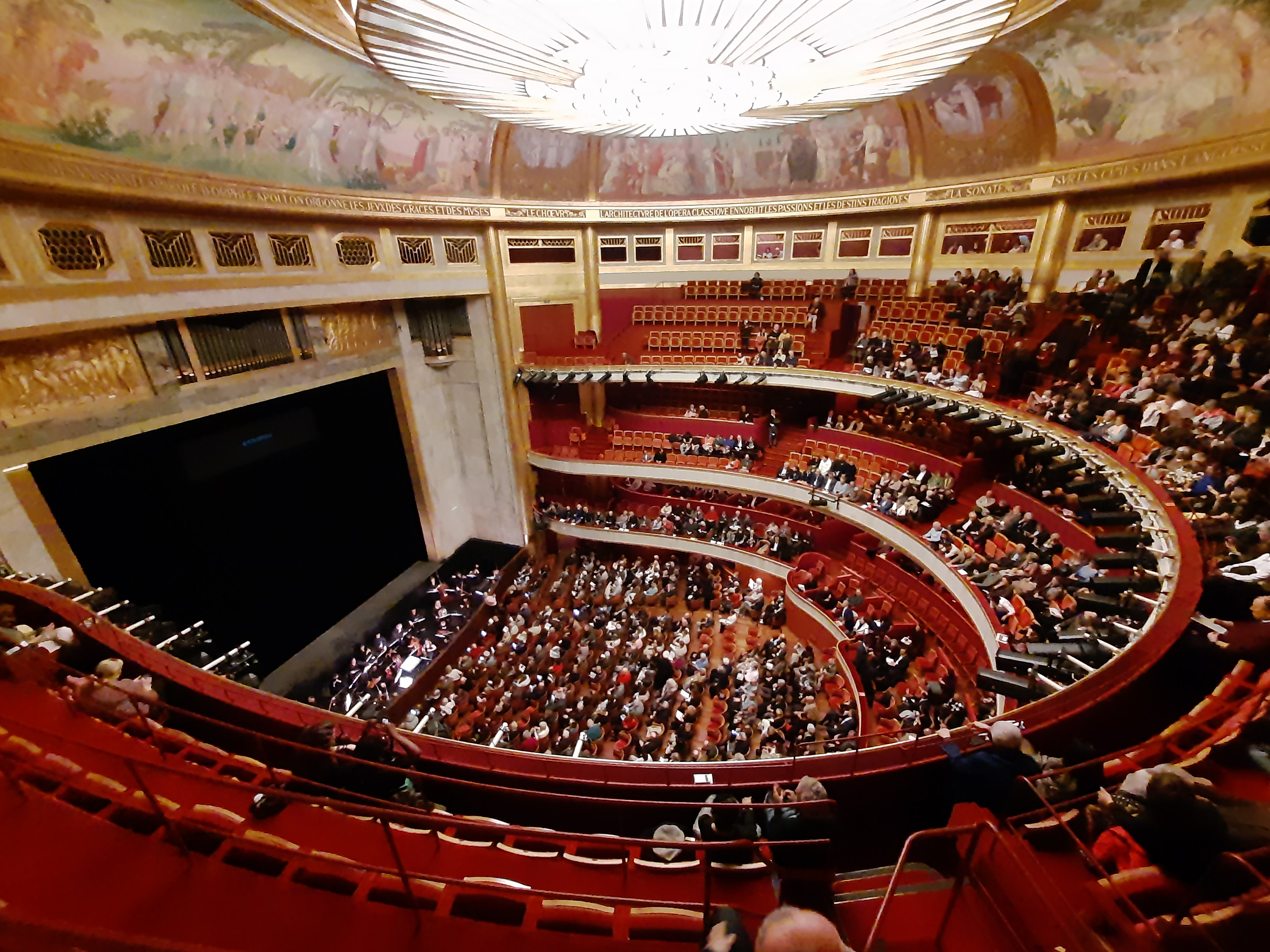
Salle du Théâtre des Champs-Élysées avec en bas l'orchestre surmontée par la corbeille et les premier et deuxième balcons.

Pour les articles homonymes, voir Orchestre (homonymie).
L'orchestre ou parterre désigne, au théâtre, la partie de la salle située dans sa partie centrale en contrebas du plateau. Dans cette partie est quelquefois aménagé un espace pour un orchestre (qui se situe même parfois sous la scène) nommé fosse.

## Histoire
En Grèce Antique à partir du VIe siècle av. J.-C. depuis le Théâtre grec, c'est un vaste emplacement réservé aux acteurs et au chœur, limité par la scène, et le premier des gradins.